# ساروس خورشیدی ۱۵۷
ساروس ۱۵۷ دوره‌ای زمانی با چرخه‌ای حدود ۱۸ سال و ۱۱ روز و ۸ ساعت (تقریباً ۶۵۸۵ و یک سوم روز) است که شامل ۷۰ خورشیدگرفتگی می‌شود.

## رخدادها
| ساروس | عضو | تاریخ                      | زمان (بزرگ‌ترین) ساعت هماهنگ جهانی | نوع    | مکان طول و عرض جغرافیایی | گاما    | قدر    | گُستره (km) | مدت زمان (دقیقه: ثانیه) | منبع |
| ----- | --- | -------------------------- | --------------------------------- | ------ | ------------------------ | ------- | ------ | ---------- | ----------------------- | ---- |
| ۱۵۷   | ۱   | خورشیدگرفتگی ۲۱ ژوئن ۲۰۵۸  | ۰:۱۹:۳۵                           | جزئی   | 65.9N 9.9E               | 1.4869  | 0.126  |            |                         |      |
| ۱۵۷   | ۲   | خورشیدگرفتگی ۱ ژوئیه ۲۰۷۶  | ۶:۵۰:۴۳                           | جزئی   | 67N 98.1W                | 1.4005  | 0.2746 |            |                         |      |
| ۱۵۷   | ۳   | خورشیدگرفتگی ۱۲ ژوئیه ۲۰۹۴ | ۱۳:۲۴:۳۵                          | جزئی   | 68N 152.8E               | 1.315   | 0.4224 |            |                         |      |
| ۱۵۷   | ۴   | ۲۳ ژوئیه ۲۱۱۲              | ۱۹:۵۸:۳۲                          | جزئی   | 69N 43.1E                | 1.2284  | 0.5725 |            |                         |      |
| ۱۵۷   | ۵   | ۴ اوت ۲۱۳۰                 | ۲:۳۸:۴۴                           | جزئی   | 69.9N 68.7W              | 1.1461  | 0.7158 |            |                         |      |
| ۱۵۷   | ۶   | ۱۴ اوت ۲۱۴۸                | ۹:۲۲:۲۱                           | جزئی   | 70.7N 178E               | 1.0655  | 0.8562 |            |                         |      |
| ۱۵۷   | ۷   | ۲۵ اوت ۲۱۶۶                | ۱۶:۱۳:۳۵                          | حلقه‌ای | 74.4N 41.5E              | ۰٫۹۹۰۱  | ۰٫۹۵۳۱ | -          | ۳ دقیقه و ۰ ثانیه       |      |
| ۱۵۷   | ۸   | ۴ سپتامبر ۲۱۸۴             | ۲۳:۱۱:۰۰                          | حلقه‌ای | 67.1N 123.3W             | ۰٫۹۱۸۵  | ۰٫۹۵۷۶ | ۳۹۳        | ۳ دقیقه و ۱۲ ثانیه      |      |
| ۱۵۷   | ۹   | ۱۷ سپتامبر ۲۲۰۲            | ۶:۱۸:۵۳                           | حلقه‌ای | 57.1N 114.2E             | ۰٫۸۵۴۶  | ۰٫۹۵۹۷ | ۲۸۱        | ۳ دقیقه و ۲۴ ثانیه      |      |
| ۱۵۷   | ۱۰  | ۲۷ سپتامبر ۲۲۲۰            | ۱۳:۳۵:۰۷                          | حلقه‌ای | 48N 2.8W                 | ۰٫۷۹۶۶  | ۰٫۹۶۰۹ | ۲۳۲        | ۳ دقیقه و ۳۶ ثانیه      |      |
| ۱۵۷   | ۱۱  | ۸ اکتبر ۲۲۳۸               | ۲۱:۰۱:۱۸                          | حلقه‌ای | 40.1N 119.7W             | ۰٫۷۴۵۹  | ۰٫۹۶۱۸ | ۲۰۶        | ۳ دقیقه و ۴۷ ثانیه      |      |
| ۱۵۷   | ۱۲  | ۱۹ اکتبر ۲۲۵۶              | ۴:۳۷:۳۱                           | حلقه‌ای | 33.1N 122.3E             | ۰٫۷۰۲۵  | ۰٫۹۶۲۴ | ۱۹۰        | ۳ دقیقه و ۵۹ ثانیه      |      |
| ۱۵۷   | ۱۳  | ۳۰ اکتبر ۲۲۷۴              | ۱۲:۲۴:۱۸                          | حلقه‌ای | 27N 2.4E                 | ۰٫۶۶۶۷  | ۰٫۹۶۲۹ | ۱۷۹        | ۴ دقیقه و ۸ ثانیه       |      |
| ۱۵۷   | ۱۴  | ۹ نوامبر ۲۲۹۲              | ۲۰:۲۰:۰۷                          | حلقه‌ای | 22N 119.1W               | ۰٫۶۳۷۶  | ۰٫۹۶۳۵ | ۱۷۱        | ۴ دقیقه و ۱۴ ثانیه      |      |
| ۱۵۷   | ۱۵  | ۲۲ نوامبر ۲۳۱۰             | ۴:۲۴:۱۹                           | حلقه‌ای | 17.9N 117.8E             | ۰٫۶۱۴۵  | ۰٫۹۶۴۲ | ۱۶۴        | ۴ دقیقه و ۱۶ ثانیه      |      |
| ۱۵۷   | ۱۶  | ۲ دسامبر ۲۳۲۸              | ۱۲:۳۶:۳۷                          | حلقه‌ای | 14.8N 6.9W               | ۰٫۵۹۷۴  | ۰٫۹۶۵۲ | ۱۵۷        | ۴ دقیقه و ۱۳ ثانیه      |      |
| ۱۵۷   | ۱۷  | ۱۳ دسامبر ۲۳۴۶             | ۲۰:۵۵:۳۶                          | حلقه‌ای | 12.8N 133.1W             | ۰٫۵۸۴۸  | ۰٫۹۶۶۵ | ۱۴۹        | ۴ دقیقه و ۴ ثانیه       |      |
| ۱۵۷   | ۱۸  | ۲۴ دسامبر ۲۳۶۴             | ۵:۱۸:۵۹                           | حلقه‌ای | 11.6N 99.8E              | ۰٫۵۷۵۲  | ۰٫۹۶۸۳ | ۱۳۹        | ۳ دقیقه و ۴۸ ثانیه      |      |
| ۱۵۷   | ۱۹  | ۴ ژانویه ۲۳۸۳              | ۱۳:۴۶:۲۶                          | حلقه‌ای | 11.4N 28.1W              | ۰٫۵۶۸۲  | ۰٫۹۷۰۶ | ۱۲۸        | ۳ دقیقه و ۲۶ ثانیه      |      |
| ۱۵۷   | ۲۰  | ۱۴ ژانویه ۲۴۰۱             | ۲۲:۱۵:۲۰                          | حلقه‌ای | 11.9N 156.4W             | ۰٫۵۶۱۷  | ۰٫۹۷۳۵ | ۱۱۴        | ۳ دقیقه و ۰ ثانیه       |      |
| ۱۵۷   | ۲۱  | ۲۶ ژانویه ۲۴۱۹             | ۶:۴۴:۳۷                           | حلقه‌ای | 13.2N 75.2E              | ۰٫۵۵۵   | ۰٫۹۷۷  | ۹۸         | ۲ دقیقه و ۳۰ ثانیه      |      |
| ۱۵۷   | ۲۲  | ۵ فوریه ۲۴۳۷               | ۱۵:۱۱:۲۵                          | حلقه‌ای | 14.9N 52.5W              | ۰٫۵۴۵۳  | ۰٫۹۸۱  | ۷۹         | ۱ دقیقه و ۵۸ ثانیه      |      |
| ۱۵۷   | ۲۳  | ۱۶ فوریه ۲۴۵۵              | ۲۳:۳۶:۲۷                          | حلقه‌ای | 17.1N 179.6W             | ۰٫۵۳۳۵  | ۰٫۹۸۵۷ | ۵۹         | ۱ دقیقه و ۲۵ ثانیه      |      |
| ۱۵۷   | ۲۴  | ۲۷ فوریه ۲۴۷۳              | ۷:۵۶:۵۱                           | حلقه‌ای | 19.6N 54.6E              | ۰٫۵۱۶۸  | ۰٫۹۹۰۷ | ۳۷         | ۰ دقیقه و ۵۳ ثانیه      |      |
| ۱۵۷   | ۲۵  | ۱۰ مارس ۲۴۹۱               | ۱۶:۱۱:۵۷                          | حلقه‌ای | 22.2N 69.6W              | ۰٫۴۹۵۲  | ۰٫۹۹۶۴ | ۱۴         | ۰ دقیقه و ۲۰ ثانیه      |      |
| ۱۵۷   | ۲۶  | ۲۲ مارس ۲۵۰۹               | ۰:۲۰:۴۷                           | مرکب   | 24.8N 168.2E             | ۰٫۴۶۷۶  | ۱٫۰۰۲۳ | ۹          | ۰ دقیقه و ۱۲ ثانیه      |      |
| ۱۵۷   | ۲۷  | ۲ آوریل ۲۵۲۷               | ۸:۲۳:۲۶                           | مرکب   | 27.3N 48.1E              | ۰٫۴۳۴۱  | ۱٫۰۰۸۶ | ۳۳         | ۰ دقیقه و ۴۵ ثانیه      |      |
| ۱۵۷   | ۲۸  | ۱۲ آوریل ۲۵۴۵              | ۱۶:۱۹:۴۶                          | مرکب   | 29.4N 69.8W              | ۰٫۳۹۴۲  | ۱٫۰۱۴۹ | ۵۵         | ۱ دقیقه و ۱۷ ثانیه      |      |
| ۱۵۷   | ۲۹  | ۲۴ آوریل ۲۵۶۳              | ۰:۰۸:۳۱                           | کامل   | 31.1N 174.8E             | ۰٫۳۴۷۴  | ۱٫۰۲۱۳ | ۷۷         | ۱ دقیقه و ۴۹ ثانیه      |      |
| ۱۵۷   | ۳۰  | ۴ مه ۲۵۸۱                  | ۷:۵۱:۵۰                           | کامل   | 32N 61.3E                | ۰٫۲۹۵۱  | ۱٫۰۲۷۶ | ۹۸         | ۲ دقیقه و ۲۲ ثانیه      |      |
| ۱۵۷   | ۳۱  | ۱۵ مه ۲۵۹۹                 | ۱۵:۲۸:۴۴                          | کامل   | 32N 50.2W                | ۰٫۲۳۷   | ۱٫۰۳۳۷ | ۱۱۷        | ۲ دقیقه و ۵۶ ثانیه      |      |
| ۱۵۷   | ۳۲  | ۲۶ مه ۲۶۱۷                 | ۲۳:۰۱:۰۴                          | کامل   | 31N 160.5W               | ۰٫۱۷۴۱  | ۱٫۰۳۹۴ | ۱۳۴        | ۳ دقیقه و ۳۰ ثانیه      |      |
| ۱۵۷   | ۳۳  | ۷ ژوئن ۲۶۳۵                | ۶:۲۸:۲۲                           | کامل   | 28.8N 90.3E              | ۰٫۱۰۶۳  | ۱٫۰۴۴۷ | ۱۵۰        | ۴ دقیقه و ۴ ثانیه       |      |
| ۱۵۷   | ۳۴  | ۱۷ ژوئن ۲۶۵۳               | ۱۳:۵۳:۰۵                          | کامل   | 25.5N 18.8W              | ۰٫۰۳۵۶  | ۱٫۰۴۹۳ | ۱۶۴        | ۴ دقیقه و ۳۷ ثانیه      |      |
| ۱۵۷   | ۳۵  | ۲۸ ژوئن ۲۶۷۱               | ۲۱:۱۵:۳۰                          | کامل   | 21.1N 128W               | -۰٫۰۳۷۴ | ۱٫۰۵۳۴ | ۱۷۷        | ۵ دقیقه و ۷ ثانیه       |      |
| ۱۵۷   | ۳۶  | ۹ ژوئیه ۲۶۸۹               | ۴:۳۶:۳۱                           | کامل   | 15.8N 122.4E             | -۰٫۱۱۲۳ | ۱٫۰۵۶۸ | ۱۸۸        | ۵ دقیقه و ۳۱ ثانیه      |      |
| ۱۵۷   | ۳۷  | ۲۱ ژوئیه ۲۷۰۷              | ۱۱:۵۸:۱۰                          | کامل   | 9.8N 11.7E               | -۰٫۱۸۷۱ | ۱٫۰۵۹۳ | ۱۹۹        | ۵ دقیقه و ۴۸ ثانیه      |      |
| ۱۵۷   | ۳۸  | ۳۱ ژوئیه ۲۷۲۵              | ۱۹:۲۱:۱۳                          | کامل   | 3.1N 100W                | -۰٫۲۶۱۱ | ۱٫۰۶۱۲ | ۲۰۸        | ۵ دقیقه و ۵۷ ثانیه      |      |
| ۱۵۷   | ۳۹  | ۱۲ اوت ۲۷۴۳                | ۲:۴۷:۴۰                           | کامل   | 4S 146.9E                | -۰٫۳۳۲۹ | ۱٫۰۶۲۳ | ۲۱۶        | ۵ دقیقه و ۵۶ ثانیه      |      |
| ۱۵۷   | ۴۰  | ۲۲ اوت ۲۷۶۱                | ۱۰:۱۷:۱۰                          | کامل   | 11.5S 32.4E              | -۰٫۴۰۲۵ | ۱٫۰۶۲۶ | ۲۲۳        | ۵ دقیقه و ۴۷ ثانیه      |      |
| ۱۵۷   | ۴۱  | ۲ سپتامبر ۲۷۷۹             | ۱۷:۵۲:۲۵                          | کامل   | 19.2S 83.8W              | -۰٫۴۶۷۶ | ۱٫۰۶۲۲ | ۲۳۰        | ۵ دقیقه و ۳۱ ثانیه      |      |
| ۱۵۷   | ۴۲  | ۱۳ سپتامبر ۲۷۹۷            | ۱:۳۳:۰۶                           | کامل   | 26.9S 158.4E             | -۰٫۵۲۸۶ | ۱٫۰۶۱۱ | ۲۳۵        | ۵ دقیقه و ۱۱ ثانیه      |      |
| ۱۵۷   | ۴۳  | ۲۴ سپتامبر ۲۸۱۵            | ۹:۲۰:۲۷                           | کامل   | 34.6S 38.7E              | -۰٫۵۸۴۴ | ۱٫۰۵۹۶ | ۲۴۰        | ۴ دقیقه و ۴۸ ثانیه      |      |
| ۱۵۷   | ۴۴  | ۴ اکتبر ۲۸۳۳               | ۱۷:۱۴:۵۶                          | کامل   | 42.2S 82.6W              | -۰٫۶۳۴۷ | ۱٫۰۵۷۶ | ۲۴۴        | ۴ دقیقه و ۲۳ ثانیه      |      |
| ۱۵۷   | ۴۵  | ۱۶ اکتبر ۲۸۵۱              | ۱:۱۷:۲۷                           | کامل   | 49.5S 154.4E             | -۰٫۶۷۸۶ | ۱٫۰۵۵۳ | ۲۴۸        | ۴ دقیقه و ۰ ثانیه       |      |
| ۱۵۷   | ۴۶  | ۲۶ اکتبر ۲۸۶۹              | ۹:۲۸:۰۷                           | کامل   | 56.5S 30.1E              | -۰٫۷۱۶  | ۱٫۰۵۲۸ | ۲۵۰        | ۳ دقیقه و ۳۸ ثانیه      |      |
| ۱۵۷   | ۴۷  | ۶ نوامبر ۲۸۸۷              | ۱۷:۴۵:۳۴                          | کامل   | 63S 94.6W                | -۰٫۷۴۷۹ | ۱٫۰۵۰۲ | ۲۵۲        | ۳ دقیقه و ۱۸ ثانیه      |      |
| ۱۵۷   | ۴۸  | ۱۸ نوامبر ۲۹۰۵             | ۲:۱۱:۳۶                           | کامل   | 68.9S 141.3E             | -۰٫۷۷۳۱ | ۱٫۰۴۷۷ | ۲۵۲        | ۳ دقیقه و ۱ ثانیه       |      |
| ۱۵۷   | ۴۹  | ۲۹ نوامبر ۲۹۲۳             | ۱۰:۴۳:۵۳                          | کامل   | 73.8S 20.2E              | -۰٫۷۹۳۶ | ۱٫۰۴۵۴ | ۲۵۱        | ۲ دقیقه و ۴۷ ثانیه      |      |
| ۱۵۷   | ۵۰  | ۹ دسامبر ۲۹۴۱              | ۱۹:۲۳:۱۴                          | کامل   | 77S 95.1W                | -۰٫۸۰۸۲ | ۱٫۰۴۳۴ | ۲۴۸        | ۲ دقیقه و ۳۶ ثانیه      |      |
| ۱۵۷   | ۵۱  | ۲۱ دسامبر ۲۹۵۹             | ۴:۰۶:۰۶                           | کامل   | 77.9S 155E               | -۰٫۸۲۰۲ | ۱٫۰۴۱۷ | ۲۴۶        | ۲ دقیقه و ۲۸ ثانیه      |      |
| ۱۵۷   | ۵۲  | ۳۱ دسامبر ۲۹۷۷             | ۱۲:۵۴:۳۳                          | کامل   | 76.1S 40.7E              | -۰٫۸۲۷۸ | ۱٫۰۴۰۵ | ۲۴۴        | ۲ دقیقه و ۲۳ ثانیه      |      |
| ۱۵۷   | ۵۳  | ۱۱ ژانویه ۲۹۹۶             | ۲۱:۴۴:۳۸                          | کامل   | 72.9S 81.5W              | -۰٫۸۳۴۵ | ۱٫۰۳۹۷ | ۲۴۳        | ۲ دقیقه و ۲۰ ثانیه      |      |
| ۱۵۷   | ۵۴  | ۲۳ ژانویه ۳۰۱۴             | ۶:۳۶:۴۰                           | کامل   | 68.9S 150.1E             | -۰٫۸۳۹۷ | ۱٫۰۳۹۴ | ۲۴۴        | ۲ دقیقه و ۲۰ ثانیه      |      |
| ۱۵۷   | ۵۵  | ۳ فوریه ۳۰۳۲               | ۱۵:۲۷:۴۰                          | کامل   | 64.9S 19.0E              | -۰٫۸۴۶۱ | ۱٫۰۳۹۵ | ۲۴۸        | ۲ دقیقه و ۲۲ ثانیه      |      |
| ۱۵۷   | ۵۶  | ۱۴ فوریه ۳۰۵۰              | ۰:۱۷:۵۴                           | کامل   | 61.0S 113.6W             | -۰٫۸۵۳۳ | ۱٫۰۴۰۰ | ۲۵۵        | ۲ دقیقه و ۲۶ ثانیه      |      |
| ۱۵۷   | ۵۷  | ۲۵ فوریه ۳۰۶۸              | ۹:۰۳:۵۸                           | کامل   | 57.5S 114.4E             | -۰٫۸۶۴۱ | ۱٫۰۴۰۷ | ۲۶۸        | ۲ دقیقه و ۳۱ ثانیه      |      |
| ۱۵۷   | ۵۸  | ۷ مارس ۳۰۸۶                | ۱۷:۴۶:۰۰                          | کامل   | 54.6S 16.9W              | -۰٫۸۷۸۴ | ۱٫۰۴۱۶ | ۲۸۷        | ۲ دقیقه و ۳۸ ثانیه      |      |
| ۱۵۷   | ۵۹  | ۱۹ مارس ۳۱۰۴               | ۲:۲۲:۰۵                           | کامل   | 52.7S 146.4W             | -۰٫۸۹۷۹ | ۱٫۰۴۲۶ | ۳۱۸        | ۲ دقیقه و ۴۴ ثانیه      |      |
| ۱۵۷   | ۶۰  | ۳۰ مارس ۳۱۲۲               | ۱۰:۵۲:۳۸                          | کامل   | 51.9S 85.9E              | -۰٫۹۲۲۰ | ۱٫۰۴۳۳ | ۳۶۸        | ۲ دقیقه و ۵۰ ثانیه      |      |
| ۱۵۷   | ۶۱  | ۹ آوریل ۳۱۴۰               | ۱۹:۱۴:۲۶                          | کامل   | 53.2S 37.8W              | -۰٫۹۵۳۴ | ۱٫۰۴۳۶ | ۴۸۰        | ۲ دقیقه و ۵۱ ثانیه      |      |
| ۱۵۷   | ۶۲  | ۲۱ آوریل ۳۱۵۸              | ۳:۲۹:۳۹                           | کامل   | 58.3S 153.9W             | -۰٫۹۸۹۹ | ۱٫۰۴۲۱ | -          | ۲ دقیقه و ۳۹ ثانیه      |      |
| ۱۵۷   | ۶۳  | ۱ مه ۳۱۷۶                  | ۹:۲۲:۲۱                           | جزئی   | 62.3S 88.4E              | -۱٫۰۳۳۷ | ۰٫۹۵۱۵ |            |                         |      |
| ۱۵۷   | ۶۴  | ۱۲ مه ۳۱۹۴                 | ۹:۲۲:۲۱                           | جزئی   | 63.0S 40.0W              | -۱٫۰۸۲۵ | ۰٫۸۵۸۹ |            |                         |      |
| ۱۵۷   | ۶۵  | ۲۳ مه ۳۲۱۲                 | ۹:۲۲:۲۱                           | جزئی   | 63.8S 166.3W             | -۱٫۱۳۸۸ | ۰٫۷۵۱۴ |            |                         |      |
| ۱۵۷   | ۶۶  | ۳ ژوئن ۳۲۳۰                | ۹:۲۲:۲۱                           | جزئی   | 64.6S 68.4E              | -۱٫۱۹۸۸ | ۰٫۶۳۶۸ |            |                         |      |
| ۱۵۷   | ۶۷  | ۱۳ ژوئن ۳۲۴۸               | ۹:۲۲:۲۱                           | جزئی   | 65.6S 55.2W              | -۱٫۲۶۴۵ | ۰٫۵۱۱۰ |            |                         |      |
| ۱۵۷   | ۶۸  | ۲۵ ژوئن ۳۲۶۶               | ۹:۲۲:۲۱                           | جزئی   | 66.6S 178.3W             | -۱٫۳۳۲۹ | ۰٫۳۸۰۲ |            |                         |      |
| ۱۵۷   | ۶۹  | ۵ ژوئیه ۳۲۸۴               | ۹:۲۲:۲۱                           | جزئی   | 67.6S 59.9E              | -۱٫۴۰۵۹ | ۰٫۲۴۰۶ |            |                         |      |
| ۱۵۷   | ۷۰  | ۱۷ ژوئیه ۳۳۰۲              | ۹:۲۲:۲۱                           | جزئی   | 68.6S 62.1W              | -۱٫۴۷۹۶ | ۰٫۱۰۰۴ |            |                         |      |